# Michael Rummenigge
Michael Rummenigge (n. 3 februarie 1964, Lippstadt, Republica Federală Germania, Germania) este un fost fotbalist german.
Între 1983 și 1986, Rummenigge a jucat 2 meciuri pentru echipa națională a Germaniei.

## Statistici
| Germania | Germania | Germania |
| An       | Meciuri  | Goluri   |
| -------- | -------- | -------- |
| 1983     | 1        | 0        |
| 1984     | 0        | 0        |
| 1985     | 0        | 0        |
| 1986     | 1        | 0        |
| Total    | 2        | 0        |